# Heinrich Tuschke
Heinrich Tuschke (* 23. Juli 1868 in Eickendorf bei Haldensleben; † 15. Oktober 1935 in Hannover) war ein deutscher Maurer, Kaufmann und Konservenfabrikant.

## Heinrich Tuschke (senior)
Heinrich Tuschke kam als Sohn eines Landwirtes auf die Welt. Zur Zeit des Deutschen Kaiserreichs erlernte er zunächst das Handwerk eines Maurers. Während der Wanderjahre nach seiner Lehre kam er auch nach Hannover, wo er 1898 in der seinerzeit noch selbständigen Stadt Linden am damaligen „Köthner Holzweg 45“ einen Kolonialwarenladen eröffnete, wo er zugleich mit Briketts handelte und seinen Kunden die Dienste einer Heißmangel bot. 1911 schloss er seinem Betrieb die Verarbeitung von Weißkohl zu Sauerkraut an. Aufgrund der großen Nachfrage nach vorbereitetem Weißkohl richtete Tuschke mitten im Ersten Weltkrieg eine Zweigstelle zur Produktion von Sauerkraut in der Nieschlagstraße ein.
Zur Zeit der Weimarer Republik expandierte Heinrich Tuschke 1926 mittels eines weiteren Zweigbetriebs, diesmal in Großengottern in Thüringen, um von dort aus auch seine mitteldeutschen Kunden transportkostensparend und schneller beliefern zu können.
Das Tuschke-Unternehmen wuchs weiter und zählte bald auch zu den ersten Konserven-Fabriken, die anstelle der bis dahin lediglich in Fässern gelieferten Salzgurken nun Delikatessgurken in 10-Liter-Dosen anbieten konnten.

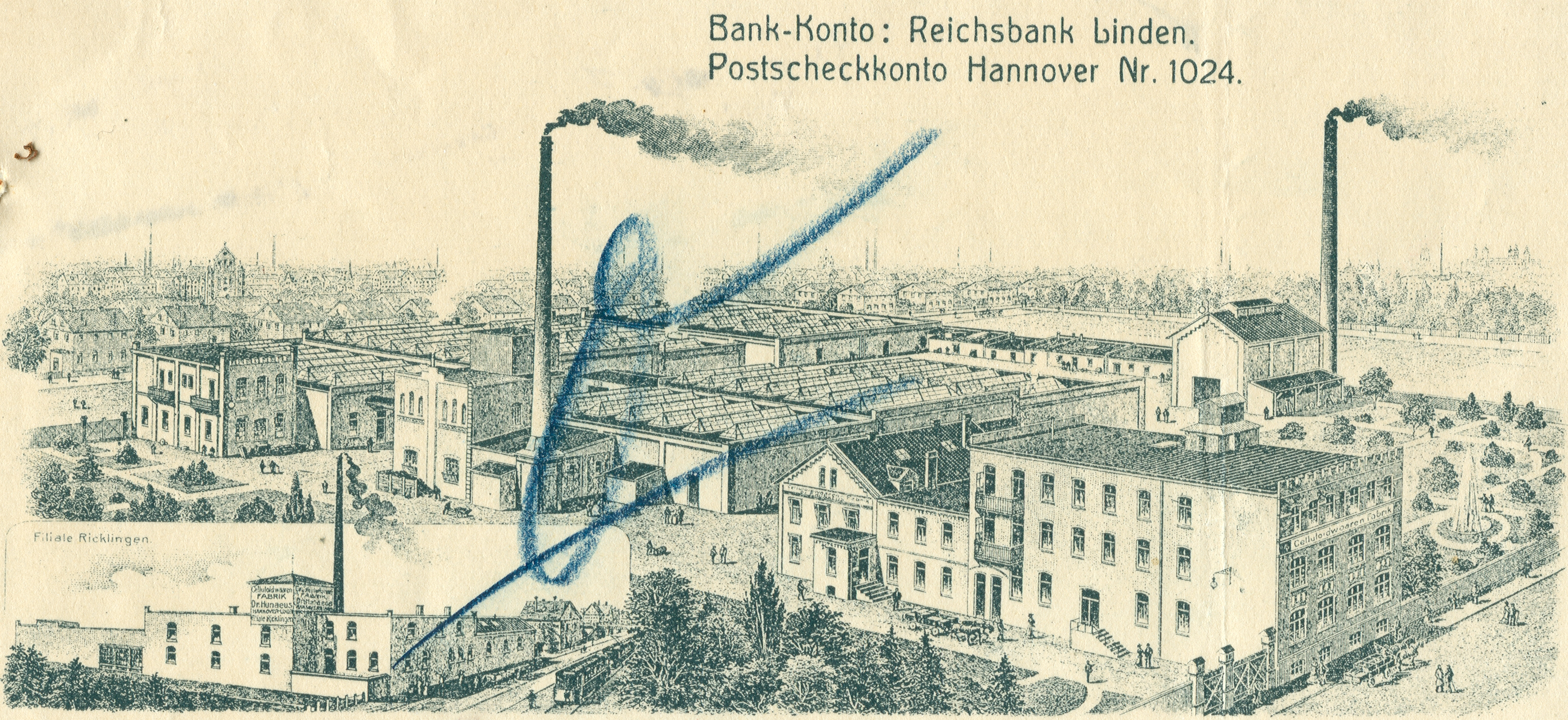
Die ehemalige Celluloid-Waaren-Fabrik Dr. P. Hunaeus in der Lindener Leinaustraße

1931 vergrößerte Heinrich Tuschke aufgrund der guten Marktlage sowie des technischen Fortschritts sein Unternehmen abermals, indem er in der Lindener Leinaustraße die Gebäude der ehemaligen „Celluloid-Waaren-Fabrik Dr. P. Hunaeus“ kaufte und für seine Zwecke umbaute.

## Heinrich Tuschke junior
Nach dem Tode Heinrich Tuschkes 1935 – es war nun die Zeit des Nationalsozialismus – übernahm der in Linden geborene und schon seit seiner Kindheit im Betrieb beschäftigte Sohn Heinrich Tuschke jun. (* 14. Januar 1901; † 29. Oktober 1954 in Hannover) und dessen Bruder (gefallen 1945) das Unternehmen. Ab 1937 galt das Unternehmen Tuschke auf dem Wirtschaftsmarkt als Wegbereiter für Sauerkraut in 1-Liter-Dosen.
Im Zweiten Weltkrieg wurden die Betriebsgebäude durch die Luftangriffe auf Hannover schwer beschädigt. Nach der Beseitigung der Kriegsschäden und der Errichtung von Erweiterungsgebäuden in den 1950er und 1960er Jahren zählte das Tuschke-Unternehmen bald zu den großen Sauerkonserven-Anbietern in der damaligen Bundesrepublik Deutschland, insbesondere mit den Markenartikeln „Thüringer Stolz“ Delikatess-Gurken und dem „Goldfasan“-Sauerkraut.
1968 begann Tuschke mit einer Kooperation; die Partnerfirma musste jedoch 1974 Konkurs anmelden. 1977 schloss Tuschke schließlich auch die Produktion in Hannover und verlagerte seinen Standort von der Leinaustraße nach Barsinghausen-Stemmen. Von dort aus wird das Familienunternehmen seitdem (Stand: 2002) in der dritten Generation als Vertrieb geführt, seit 1986 als „Goldfasan-Sauerkonserven - Klaus Borges e.K.“. Standort des Unternehmens ist (Stand: 07/2014) „Am Rittergut 1 in Barsinghausen / Stemmen“.